# Testament de Heiligenstadt

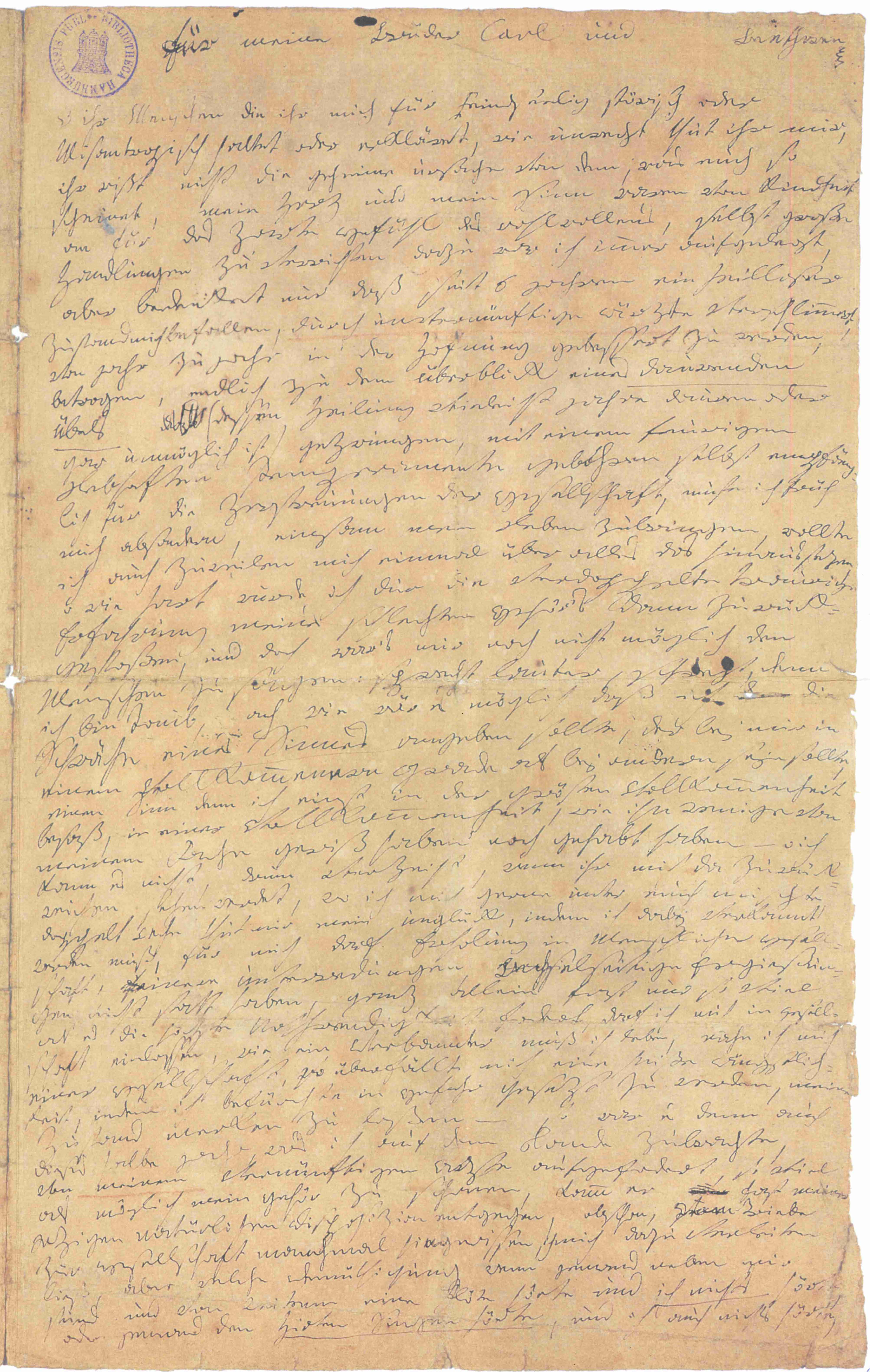
Première page autographe du document bouleversant connu sous le nom de Testament de Heiligenstadt, rédigé par Beethoven le 6 octobre 1802 et retrouvé après sa mort. Désemparé par sa surdité, le compositeur y exposait son désespoir et la volonté de continuer à servir son art. La composition de la Troisième Symphonie l'arracha à cette crise.

Le Testament de Heiligenstadt (Heiligenstädter Testament en allemand) est une lettre manuscrite de Ludwig van Beethoven à ses frères Karl et Johann, écrite le 6 octobre 1802 à Heiligenstadt village au nord de Vienne, où le compositeur a été envoyé « à la campagne » pour reposer ses oreilles sur conseil de son médecin (Schmidt). Il s'agit d'un document historique, témoignage inestimable dans la vie de Beethoven puisque le musicien y exprimait son désespoir devant sa surdité et la nécessité qui en découlait de s'isoler de la société viennoise (il tenait à garder sa surdité secrète). Mais Beethoven sortit victorieux de cette crise, résolu à affronter son destin plutôt que de s'abattre : c'était le début de la période « Héroïque » qui allait durer jusqu'en 1808 et l'apothéose de la Cinquième symphonie.
Écrite dans une période de profonde crise morale de Beethoven, alors que le compositeur achevait sa Deuxième Symphonie, cette lettre ne fut jamais envoyée et fut retrouvée par Anton Schindler et Stephan von Breuning dans un tiroir secret de l'armoire de Beethoven quelques jours après sa mort en mars 1827, aux côtés de la Lettre à l'immortelle Bien-aimée.